# Borazide
Als Borazide oder Azidoborane bezeichnet man eine Gruppe chemischer Verbindungen, die zumindest eine kovalent an das Bor gebundene Azidgruppe enthalten. Zur Gruppe gehören die Monoazidoborane mit der allgemeinen Formel R2BN3, die Diazidoborane RB(N3)2 und das Bortriazid B(N3)3. Für die Substitution R können sowohl organische wie anorganische Substituenten stehen. Zudem sind Salze des Tetraazidoborates [B(N3)4]− bekannt.

## Geschichte
Die erste Synthese eines Borazids, den Verbindungen Bortriazid B(N3)3 und Lithiumtetraazidoborat Li[B(N3)4] gelang Egon Wiberg im Jahr 1954. Die Synthese und die Folgechemie wurde im Wesentlichen durch Peter Paetzold weiterentwickelt.

## Herstellung
Borazide lassen sich nach der allgemeine Reaktionsgleichung
{\displaystyle \mathrm {R_{2}BCl+MN_{3}\to \ R_{2}BN_{3}+MCl} }
herstellen. Als Azidierungsmittel werden bevorzugt Lithiumazid oder Trimethylsilylazid eingesetzt. Als Lösungsmittel dienen beispielsweise Toluol oder Dichlormethan. Flüchtige Bestandteile können im Vakuum abgezogen werden. Die Reinigung erfolgt zum Beispiel durch Umkristallisation.

## Reaktionen
Als Lewis-Säure bilden die Borazide bei geeigneter Substitution Addukte mit Lewis-Basen wie Pyridin. Dichlorborazid reagiert bei 200 °C unter Abspaltung von Stickstoff zu Hexachlorborazol. Borazide sind oft explosiv und müssen äußerst vorsichtig gehandhabt werden.